# うたをうたおう (大事MANブラザーズバンドの曲)
「うたをうたおう」は、大事MANブラザーズバンドが1992年4月25日に発売した、4枚目のシングルである。

## 概要
表題曲はテレビ朝日系アニメ『クレヨンしんちゃん』の初代エンディングテーマとして使用された。また、放送開始前の新番組予告でもこの曲が使われている。
ファンハウスからリリースされた大事MANブラザーズバンドの最後のシングルでもある。売り上げは約7万枚で、「それが大事」に次いでバンド史上2番目に売れたシングルだった。
シングルに収録されたバージョンは、イントロ→サビ→Aメロ→Bメロ→サビ→Aメロ→Bメロ→サビ→サビ→エンディングという曲構成で、間奏はない。『クレヨンしんちゃん』のエンディングで使用された際には、イントロ→序盤サビ→ラストサビという構成になっていて、AメロやBメロは流れていない。
オリジナルアルバム未収録曲であり、バンド名義としては1995年、2005年リリースのベストアルバムにて収録されている。

## 収録曲
1. うたをうたおう
作詞・作曲：立川俊之　編曲：大事MANブラザーズバンド
2. Mr.Miss JYANEN
作詞・作曲：立川俊之　編曲：大事MANブラザーズバンド
3. うたをうたおう（オリジナルカラオケバージョン）